# Brackenridgia sphinxensis
Brackenridgia sphinxensis là một loài chân đều trong họ Trichoniscidae. Loài này được Schultz miêu tả khoa học năm 1984.